# Tha Sala
Tha Sala (em tailandês: อำเภอท่าศาลา) é um distrito da província de Nakhon Si Thammarat, no sul da Tailândia. É um dos 23 distritos que compõem a província. Sua população, de acordo com dados de 2012, era de 110 327 habitantes, e sua área territorial é de 363,8 km².
O distrito é dividido em 10 subdistritos (tambon).